# La Motte-Tilly
La Motte-Tilly ist eine französische Gemeinde mit 369 Einwohnern (Stand: 1. Januar 2022) im Département Aube in der Region Grand Est. Sie gehört zum Arrondissement Nogent-sur-Seine und zum gleichnamigen Kanton Nogent-sur-Seine.
Nachbargemeinden sind Melz-sur-Seine im Nordwesten, Le Mériot im Norden, Nogent-sur-Seine im Osten, Fontenay-de-Bossery im Süden, Gumery im Südwesten und Courceroy im Westen.

## Bevölkerungsentwicklung
| Jahr      | 1962 | 1968 | 1975 | 1982 | 1990 | 1999 | 2008 | 2015 |
| --------- | ---- | ---- | ---- | ---- | ---- | ---- | ---- | ---- |
| Einwohner | 270  | 251  | 254  | 275  | 330  | 327  | 367  | 392  |

## Sehenswürdigkeiten
- Schloss La Motte-Tilly
- Kirche Saint-Pierre-Saint-Paul, seit 1962 ein Monument historique

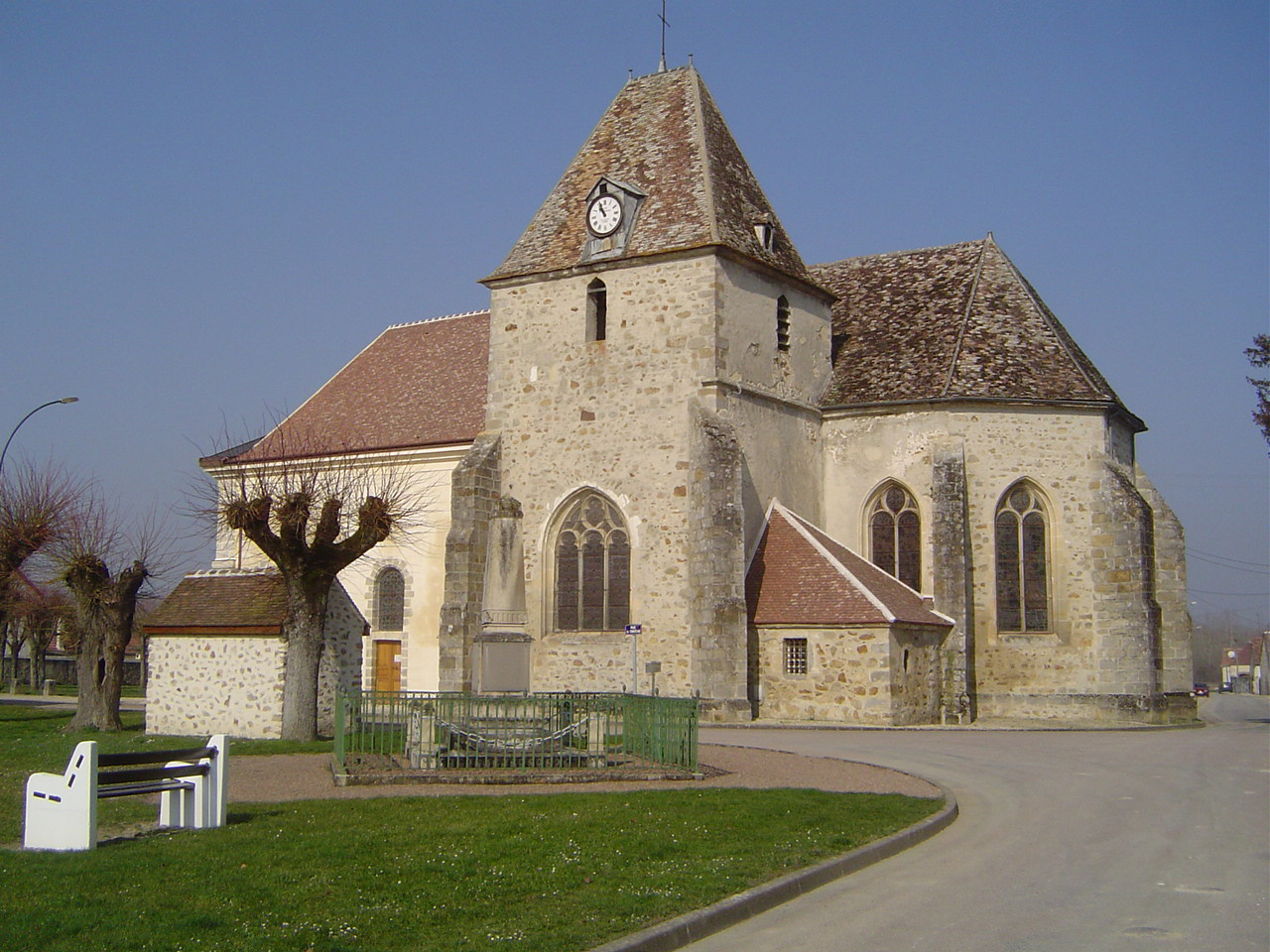
Kirche Saint-Pierre-Saint-Paul